# Pendanthura hendleri
Pendanthura hendleri is een pissebed uit de familie Anthuridae. De wetenschappelijke naam van de soort is voor het eerst geldig gepubliceerd in 1984 door Brian Frederick Kensley.